# André Savoret
André Savoret, né le 28 juillet 1898 dans le 9e arrondissement de Paris et mort le 8 mars 1977 à Épernay (Marne), est un druide, alchimiste, mystique chrétien, écrivain et poète français.

## Biographie
Il est inhumé à Épernay.

## Œuvres
- L'Hortulus Sacer, Traduction et préface.
- Médecins, guérisseurs et charlatans
- Le Mirage oriental, 1930
- Visage du druidisme, Dervy, 1977[4]
- Le Bucher du phénix, poèmes, 1933
- La Loi universelle, 1933
- Rapports du celtique et du latin, 1933
- Le Réveil de Merlin, féérie en sept tableaux, un prologue et un épilogue, 1934
- À propos de la question aryenne, Paris, Heugel, Éditions de Psyché, 1934
- Les Forces secrètes de la vie, 1937
- L'inversion psychanalytique, totémisme et freudisme, 1939
- Trois problèmes astrologiques, 1947
- Qu'est-ce que l'alchimie ?, 1947, 31 p.
- De quelques symboles druidiques. I Le ciel et les saisons, 1947
- Intersignes, poèmes, Heugel, éditions de Psyché-Paris, 1948
- Les Fleurs du bien, avec Charles Armessen, abbé Henri Esmenjaud, Claude Poncet-Kléber, 1950
- Mythes, contes et légendes, suivi de Le symbolisme du Dragon, 1951
- Preuves et épreuves de l'astrologie, 1952
- Simples propos Sur l’œuvre de Jacques Heugel, poète, philosophe, essayiste, 1957
- Nuits de Psyché, poèmes, 1959
- Du Menhir à la croix : Essais sur la triple tradition de l'occident, 1932, réédité 2007

### Préfaces et introductions
- (préface) Michel de Saint-Martin. Révélations, 1938
- (introduction) Karl von Eckartshausen, La Nuée sur le sanctuaire : ou quelque chose dont la philosophie orgueilleuse de notre siècle ne se doute pas, 1948